# Aufbruch zu den Sternen
Aufbruch zu den Sternen (Alternativtitel: Die Erde lässt uns los; Originaltitel: Prelude to Space) ist der erste Science-Fiction-Roman von Arthur C. Clarke. Obwohl bereits als Verfasser von Kurzgeschichten und Artikeln in Magazinen bekannt, war Aufbruch zu den Sternen der Beginn seiner Karriere als einer der bekanntesten Autoren von SF-Romanen.
Clarke schrieb diese Geschichte im Jahr 1947 in nur zwanzig Tagen, sie erschien aber erst 1951 in dem Magazin Galaxy Novels. Die Veröffentlichung in Buchform erfolgte erst 1953 durch Sidgwick & Jackson in Großbritannien. Ein Jahr darauf erschien eine gebundene Edition in den USA von Gnome Press und eine Taschenbuch-Ausgabe von Ballantine Books.
Aufbruch zu den Sternen erzählt die Geschichte vom Start der Prometheus, dem ersten Raumschiff der Welt. Da die Geschichte zwanzig Jahre vor den Mondlandungen des Apollo-Programms geschrieben wurde, verfasste Clarke 1976 ein neues Vorwort. Darin gestand er, dass er beim Schreiben von Aufbruch zu den Sternen eine bewusste Einflussnahme beabsichtigte. Er war bereits aktives Mitglied der Raumfahrt-Gemeinde, zu einem Zeitpunkt, als viele Wissenschaftler über die Idee, die Erdatmosphäre mittels Raketen zu verlassen, nur spotteten. Aufbruch zu den Sternen ist in klassischer Clarke-Manier eine Geschichte voll realer Details, um dem Leser zu zeigen, dass Raumfahrt nicht nur möglich, sondern sogar in Reichweite ist.